# Aishwarya von Nepal

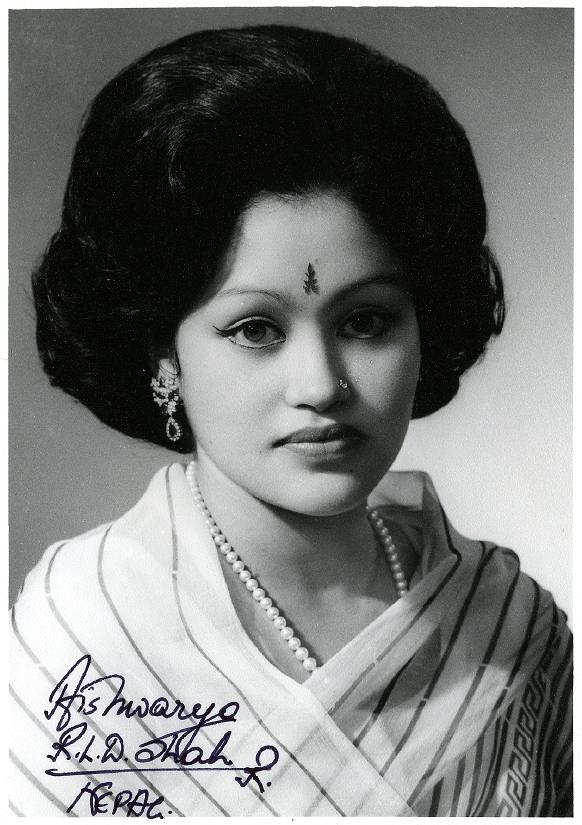
Königin Aishwarya 1972

Aishwarya Rajya Lakshmi Devi Shah ऐश्वर्या राज्य लक्ष्मी देवी शाह (* 7. November 1949 in Lazimpat Durbar, Kathmandu; † 1. Juni 2001 ebenda) war von 1972 bis 2001 Königin von Nepal. Sie wurde in dieser Zeit auch als Bada Maharani bezeichnet. Sie war die Frau und Cousine zweiten Grades von König Birendra und die Mutter von Kronprinz Dipendra, Prinz Nirajan und Prinzessin Shruti Rajya Laxmi Devi Shah. Sie war die älteste der drei Töchter von General Kendra Shumsher Jang Bahadur Rana und Shree Rajya Lakshmi Devi Shah.
Sie wurde als Frau von klassischer Schönheit beschrieben und ihre Frisuren erlangten Berühmtheit unter nepalesischen Frauen.

## Leben

### Ausbildung
Aishwarya wurde am St. Helen’s Convent in Kurseong, Indien, und im St. Mary’s in Jawalakhel ausgebildet. Ab 1963 ging sie an die Kanti Ishwari Rajya Laxmi High School. Anschließend studierte sie an der Tribhuvan-Universität, am Padmakanya College und schloss 1967 ihr Studium der Kunst ab.

### Familiärer Hintergrund
Sie stammt aus der Familie Rana, welche Nepal seit 108 Jahren regierte. Sie war die Tochter von General Kendra Shumsher Jang Bahadur Rana (1921–1982) und seiner Frau Shree Rajya Lakshmi Devi Shah (1926–2005). Faktisch regierte ihre Familie Nepal bis in die 1950er Jahre. 1969 heiratete sie Kronprinz Birendra Bir Bikram Shah Dev, den späteren König. Dadurch wurde auch der Streit der beiden Familien um  die Vorherrschaft in Nepal gelöst. Nach ihrem gewaltsamen Tod wurde ihre jüngere Schwester Komal, die Gemahlin des Prinzen Gyanendra, durch seine Thronbesteigung Königin.

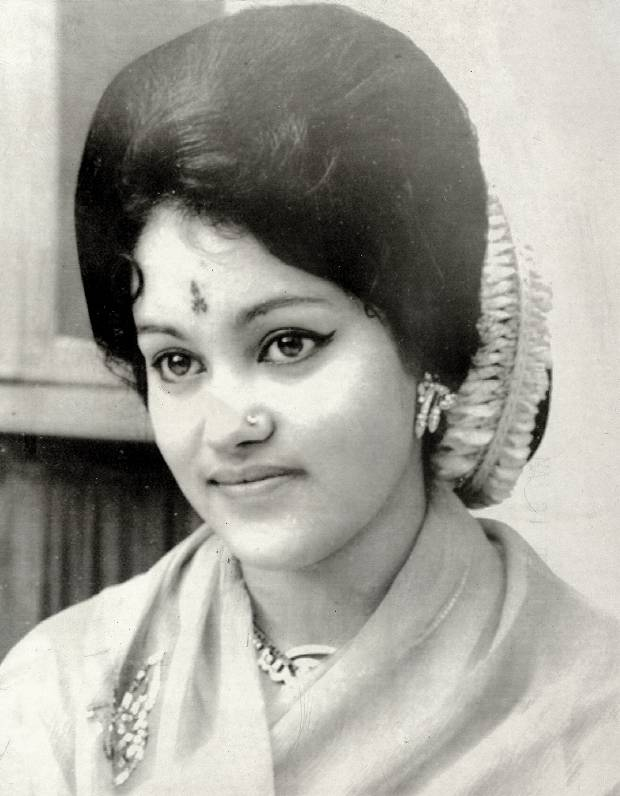
Kronprinzessin Aishwarya 1970

Aishwaryas jüngste Schwester Prekshya heiratete Prinz Dhirendra (1950–2001), einen weiteren Bruder des Königs, der ebenfalls zu den Opfern des Anschlags vom 1. Juni 2001 gehörte. Ihre Schwester Prekshya starb am 12. November 2001 bei einem Hubschrauberunfall.

### Königin von Nepal
Nach dem Tod von König Mahendra 1972 wurde Birendra König und Aishwarya Königin.
Königin Aishwarya war im Gegensatz zu ihrem sanftmütigen Ehemann energisch. Sie engagierte sich in verschiedenen sozialen und kulturellen Projekten.
Königin Aishwarya war gegen die Demokratie und sie soll ihren Ehemann gedrängt haben, die absolute Monarchie so lange wie möglich aufrechtzuerhalten.
Sie interessierte sich für Literatur und schrieb unter dem Namen Chadani Shah zahlreiche Gedichte. Sie war auch eine berühmte Liederkomponistin und ihre Lieder wurden von Radio Nepal und Nepal Television gespielt.
Königin Aishwarya wurde zusammen mit ihrem Mann Birendra, ihrem Sohn Prinz Nirajan, ihrer Tochter Shruti Rajya Laxmi Devi Shah und sieben weiteren Mitgliedern beim Massaker der nepalesischen Königsfamilie ermordet. Ihr Gesicht war durch eine Schusswunde so entstellt, dass es bei der Leichenprozession von einer Porzellanmaske, die ihrem Gesicht nachgebildet war, bedeckt war.

## Ehrungen

### National
- Nepal Mahendrakette[7]
- Nepal Großkreuz des Nepal Pratap Bhaskara[8][9][10]
- Nepal Großkreuz des Ojaswi-Rajanya-Ordens[11][12][13]
- Nepal Großkreuz des Gorkha-Dakshina-Bahu-Ordens
- Nepal Medaille zur Krönung König Mahendras Investiture Medal (2. Mai 1956)
- Nepal Medaille zur Krönung König Birendras (24. Februar 1975)
- Nepal Erinnerungsmedaille zum Silbernen Krönungsjubiläum König Birendras (31. Januar 1997)

### International
- Dänemark: Großkreuz des Dannebrogordens
- Ägypten: Großkreuz des Nishan al-Kamal
- Finnland: Großkreuz des Finnischen Ordens der Weißen Rose
- Frankreich: Großkreuz des Ordre national du Mérite[14]
- Deutschland: Großkreuz des Verdienstordens der Bundesrepublik Deutschland
- Japan: Großkreuz des Chrysanthemenordens
- Laos: Großkreuz des Ordens der Million Elefanten und des weißen Schirms
- Pakistan: Großkreuz des Nishan-e-Imtiaz
- Rumänien: Großkreuz des Ordens 23. August 1944
- Spanien: Großkreuz des Ordens Karls III.[15][16]
- Spanien: Großkreuz des Ordens de Isabel la Católica[17]
- Thailand: Großkreuz des Ordens von Chula Chom Klao
- Jugoslawien: Orden vom jugoslawischen Groß-Stern[18]